# Linofrinide
Linofrinidele (Linophrynidae) reprezintă o familie de pești marini teleosteeni mezopelagici și batipelagici răspândiți în Oceanul Atlantic, Oceanul Indian și Golful Panama, caracterizați printr-un dimorfism sexual extrem în care masculii sunt pigmei, fiind cu mult mai mici decât femelele. Masculii maturi se hrănesc în mod parazitar pe femele, de care se prind prin intermediul unor denticuli în formă de pensetă aflați la vârfurile fălcilor. Au 2 înotătoare dorsale, prima este spinoasă, a doua moale. La femele primul spin (iliciul) al înotătoarei dorsale spinoase are o nadă (esca) terminală bioluminiscentă, cu care ademenește prada. Esca adăpostește bacterii bioluminiscente simbiotice. A doua înotătoarea dorsală și înotătoarea anală au de obicei trei radii moi. Înotătoarele ventrale lipsesc. Femelele din genul Linophryne au pe bărbie un tentacul special  (numit mustață hioidă), alungit; pe el se găsesc numeroase formațiuni mici globulare luminescente. La femele gura este foarte mare și prevăzută cu dinți lungi în formă de pumnal. Familia linofrinide include 27 de specii grupate în cinci genuri: Linophryne (22 specii), Acentrophryne (2 specii), Borophryne (1 specie), Haplophryne (1 specie) și Photocorynus (1 specie). Nu au importanță economică.

## Descrierea
Linofrinidele sunt caracterizate printr-un dimorfism sexual extrem în care masculii sunt pigmei, fiind cu mult mai mici decât femelele. Femelele ating o lungime de 23 cm, iar masculi de 2,9 cm.
Înotătoarea dorsală moale are 3 radii moi (rareori 2 sau 4). Înotătoarea anală are 3 radii moi (rareori 2 sau 4). Înotătoarele ventrale lipsesc. Anusul este sinistral (așezat la stânga).
Femelele au un corp scurt, globular; pielea este golașă (fără solzi), primul spin (iliciul) al înotătoarei dorsale este mai mic decât lungimea capului și a corpului la cele mai multe exemplare, purtând o nadă (esca) terminală bioluminiscentă proeminentă. Femelele au pe bărbie un tentacul alungit, numit mustață hioidă, care poartă numeroase formațiuni mici globulare luminescente. Mustață hioidă lipsește  la Haplophryne și Photocorynus. La femele în spatele ochilor se află spinii sfenotici.
Masculii adulți parazitează pe femele; ei au ochii mari, ușor tubulari, îndreptați anterior; organele olfactive ale masculilor sunt mari; pielea lor este golașă.

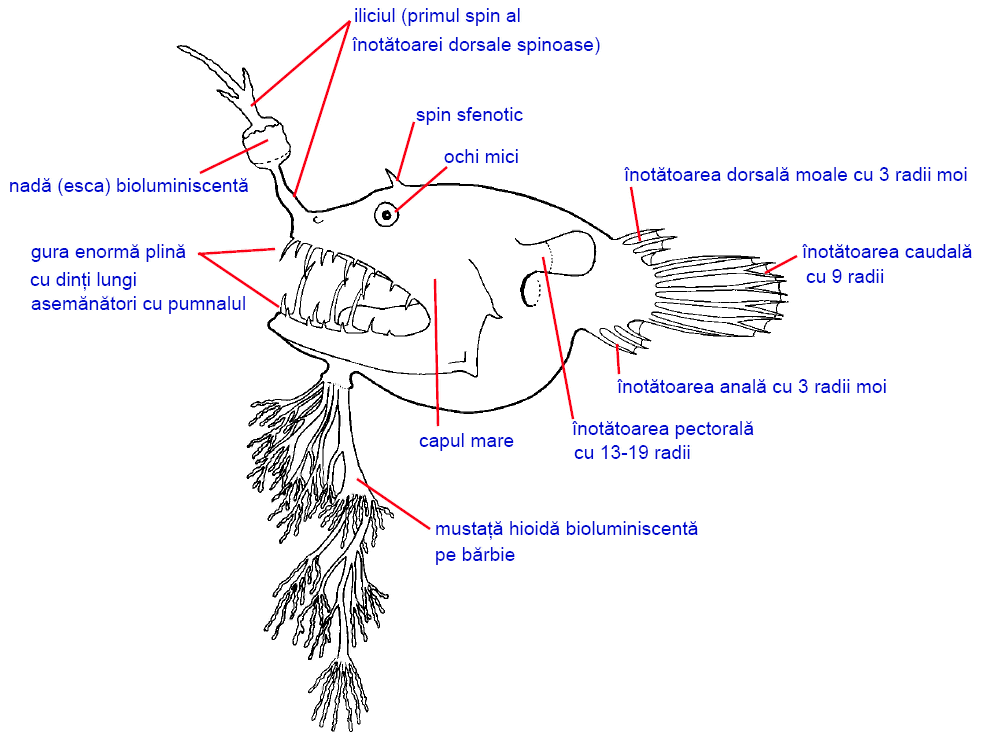
Femela de linofrină arboriferă (Linophryne arborifera).

## Coloritul
Culoarea variază de la cafeniu închis până la negru pe întreaga suprafață a capului, corpului, înotătoarelor (cu excepția porțiunii distale a nadei) la Linophryne și Photocorynus; însă pielea este nepigmentată la Haplophryne.

## Răspândirea și habitatul
Linofrinidele sunt pești marini solitari, mezopelagici și batipelagici, răspândiți în Oceanul Atlantic, Oceanul Indian și Golful Panama.

## Hrana

Femela de Haplophryne mollis cu 2 masculi pigmei parazitari fixați pe abdomenul ei

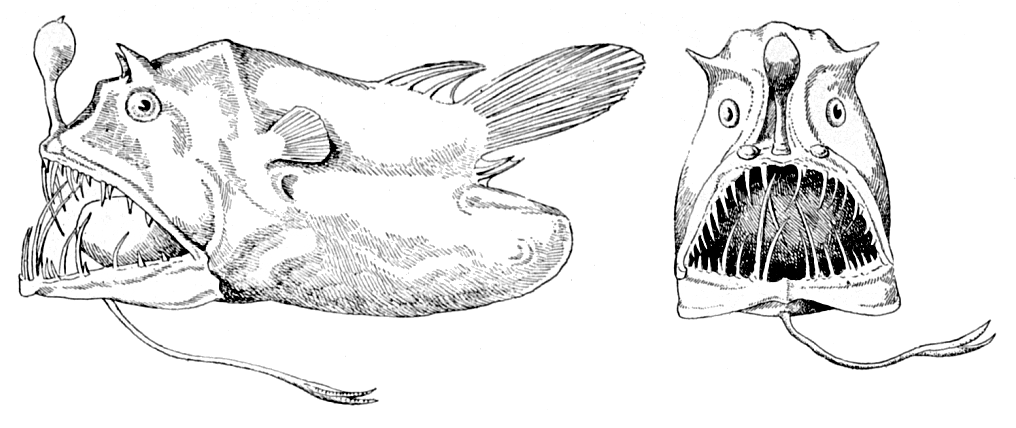
Femela de Linophryne lucifer

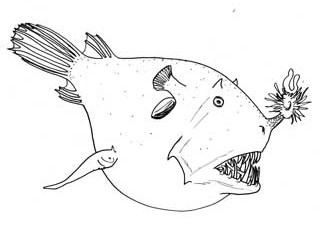
Femela de Borophryne apogon cu un mascul parazitar fixat pe abdomenul ei

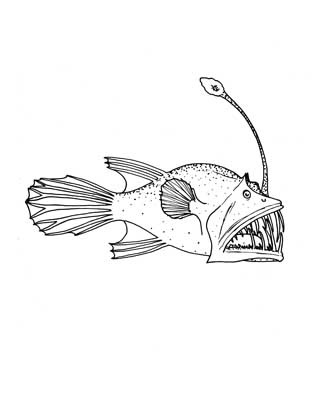
Femela de Acentrophryne longidens

Femelele adulte se hrănesc mai ales cu pești abisali batipelagici (din familiile Myctophidae, Gonostomatidae, Chauliodontidae, Sternoptychidae, Melamphaidae etc.), crustacee. Femelele atrag pasiv prada cu ajutorul nadei (esca) bioluminiscente,  care este primului spin al înotătoarei dorsale modificat pentru a servi ca momeală.
Masculii adulți înainte de a deveni parazitari pe femele, se hrănesc, ca și larvele acestor pești, cu copepode și chetognate. Masculul adult ulterior penetrează în pielea femelei cu ajutorul dinților săi ascuțiți în formă de pensetă. În curând buzele și limba acestui mascul fuzionează complet cu corpul femelei, iar fălcile, dinții, ochii și intestinele se reduc treptat, astfel încât în cele din urmă el se transformă într-o anexă, care produce spermă. Alimentara masculului parazit se realizează prin intermediul sângelui femelei, deoarece vasele sangvine ale ei se unesc cu vasele masculului.

## Reproducerea
Masculul caută în mod activ perechea cu ajutorul unor organe de simț foarte dezvoltate, fixându-se pe femele prin intermediul unor denticuli specializați în formă de pensetă de pe vârfurile fălcilor, devenind astfel parazitari pe femele prin fuziunea țesuturilor epidermice și dermice și, probabil, a vaselor sanguine.

## Importanța economică
Linofrinidele nu au importanță economică, ele nefiind pescuite în scop comercial.

## Sistematica
Familia linofrinide cuprinde  27 de specii grupate în cinci genuri:
- Linophryne

- Linophryne lucifer  Collett, 1886
- Linophryne indica  (Brauer, 1902)
- Linophryne arborifera  Regan, 1925
- Linophryne macrodon  Regan, 1925
- Linophryne polypogon  Regan, 1925
- Linophryne arcturi  (Beebe, 1926)
- Linophryne bicornis  Parr, 1927
- Linophryne coronata  Parr, 1927
- Linophryne argyresca  Regan & Trewavas, 1932
- Linophryne brevibarbata  Beebe, 1932
- Linophryne racemifera  Regan & Trewavas, 1932
- Linophryne algibarbata  Waterman, 1939
- Linophryne densiramus  Imai, 1941
- Linophryne quinqueramosa  Beebe & Crane, 1947
- Linophryne maderensis  Maul, 1961
- Linophryne sexfilis  Bertelsen, 1973
- Linophryne trewavasae  Bertelsen, 1978
- Linophryne parini  Bertelsen, 1980
- Linophryne pennibarbata  Bertelsen, 1980
- Linophryne bipennata  Bertelsen, 1982
- Linophryne escaramosa  Bertelsen, 1982
- Linophryne andersoni  Gon, 1992

- Haplophryne

- Haplophryne mollis  (Brauer, 1902)

- Borophryne

- Borophryne apogon  Regan, 1925

- Photocorynus

- Photocorynus spiniceps  Regan, 1925

- Acentrophryne

- Acentrophryne longidens  Regan, 1926
- Acentrophryne dolichonema  Pietsch & Shimazaki, 2005